# ジャーミア・エトヘム・ベウト
ジャーミア・エトヘム・ベウト（アルバニア語: Xhamia e Et'hem Beut）とは、アルバニアティラナにあるモスクである。

## 歴史
建設は1789年にモッラ・ベイによって始まり、1823年にスレイマン・バルグジニの曾孫であるハッジ・エトヘム・ベイによって完成された。
無神論国家を唱えたアルバニア社会主義人民共和国の時代、このモスクは閉鎖されたが、1991年1月18日にこのモスクは政府の許可を得ず、1万人の人々が旗を掲揚し、崇拝の対象として復興したが、これに警察は介入しなかった。この出来事はアルバニアに於ける信教の自由の復活の礎となった。建物には外壁のフレスコ画や木、滝、橋を描いた絵画等のイスラム芸術の作品が見られる。また、室内に入る時には靴を脱ぐ。

## ギャラリー

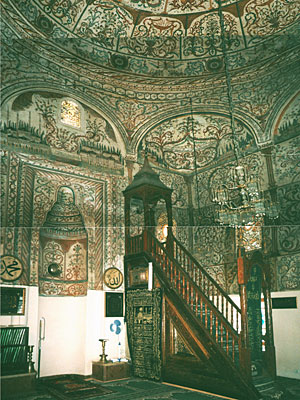
内部
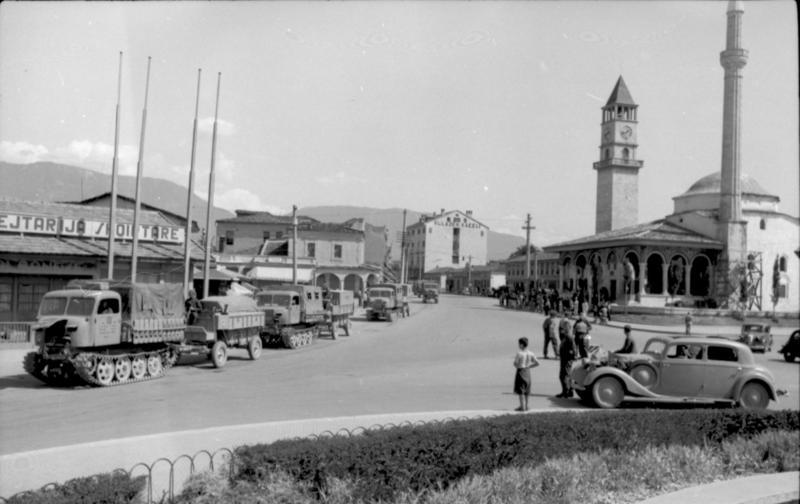
1943年当時のモスク
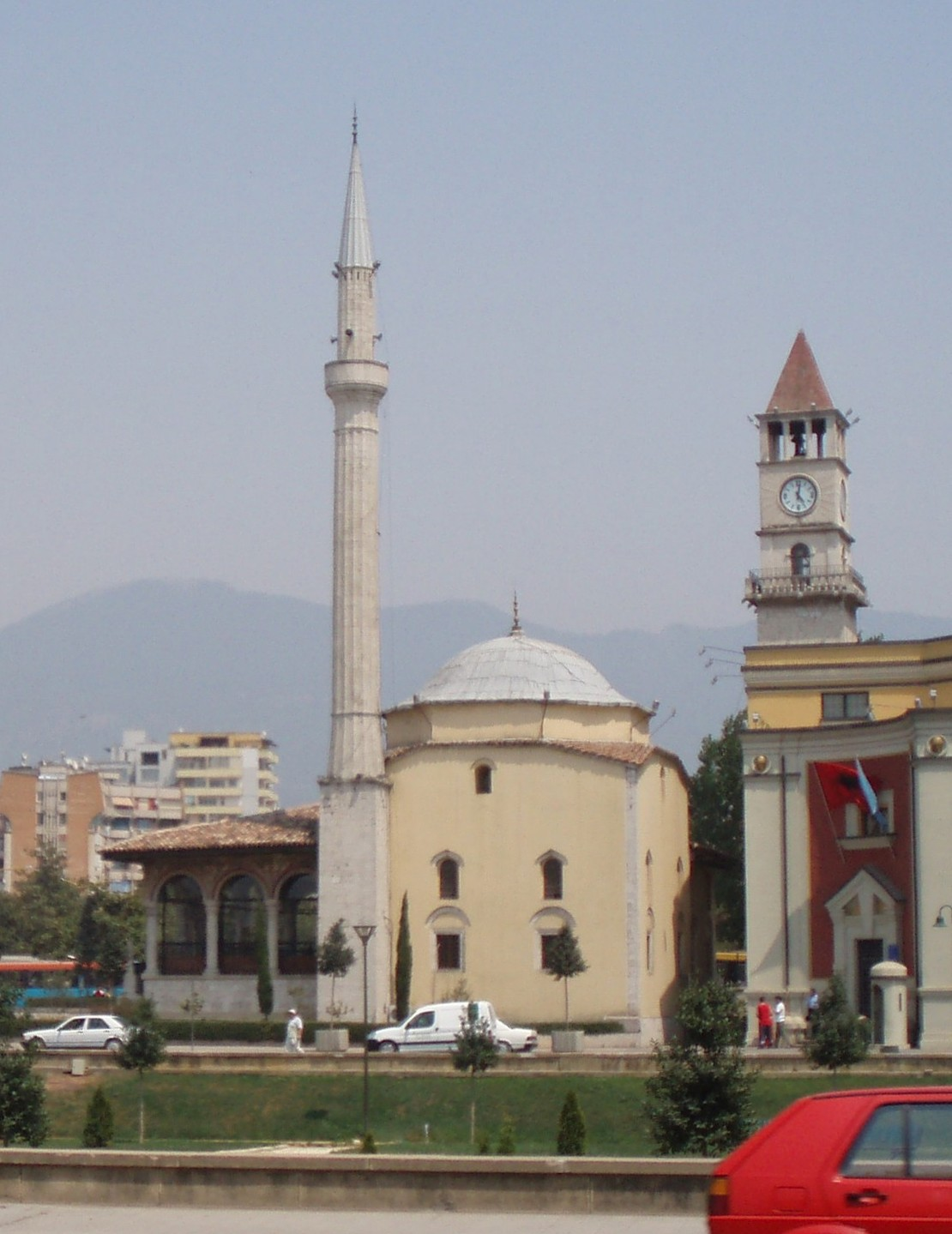
夜景